# Медведівська загальноосвітня школа імені Максима Залізняка
Медве́дівська загальноосвітня школа І-ІІІ ступенів імені Максима Залізняка́ — загальноосвітній заклад, що розташований у селі Медведівка Чигиринського району Черкаської області.

## Історія
Перша школа у селі була відкрита 1860 року, вона мала статус школи початкової грамоти. Першими учнями було 14 дітей. 1926 року школа була реорганізована у семирічну. Тоді у ній навчалось 439 учнів, працювали 9 учителів. 1936 року школа була перетворена у середню. 1956 року приміщення навчального закладу було капітально відремонтовано, споруджено гуртожиток для дітей навколишніх сіл. Станом на 1972 рік у школі навчалось понад 300 учнів, працювали 30 учителів. 1982 року школа переїхала до нової сучасної будівлі.

## Структура
У школі працюють 23 учителя, з яких вищу категорію мають 5 педагогів, І категорію — 16, другу категорію — 1; звання учителя-методиста мають 2 педагоги, старшого учителя — 2, нагороду «Відмінник освіти України» — 4.